# Оже, Жиль
Жиль Жозеф Роже Оже (фр. Gilles Joseph Roger Auger; род. 7 марта 1957, Квебек) — канадский дирижёр.

## Биография
Жиль Жозеф Роже Оже окончил Квебекскую консерваторию (1981) как кларнетист, ученик Вильфрана Гиймета. Получив одобрение своим дирижёрским амбициям со стороны работавшего в это время в Квебеке Джеймса Де Приста и позанимавшись в семинаре под руководством Марио Бернарди, в 1981—1983 гг. изучал дирижирование в Джульярдской школе у Хорхе Местера и Сикстена Эрлинга. В 1983—1986 гг. работал в Молодёжном оркестре Квебека. В 1986 г. выиграл Безансонский международный конкурс молодых дирижёров во Франции, в следующем году получил Премию Вирджинии Паркер Канадского совета по искусству.
Выступал с различными оркестрами Канады, особенно молодёжными, с 1989 г. руководит собственным камерным оркестром. В 1984—1996 гг. был главным дирижёром студенческого оркестра Университета Лаваля, с 1986 г. возглавляет студенческий оркестр Квебекской консерватории. На DVD вышла запись Торжественной мессы Людвига ван Бетховена, осуществлённая Оже со Столичным оркестром Монреаля.